# بهمن ریحانی
بهمن ریحانی فرماندهٔ سپاه نبی اکرم کرمانشاه است. او در ۲۰ خرداد ۱۳۹۳ بر اساس حکم محمدعلی جعفری، فرمانده وقت سپاه پاسداران انقلاب اسلامی در مراسمی با حضور حسین سلامی، جانشین وقت فرماندهٔ کل سپاه پاسدارن، به فرماندهی سپاه نبی اکرم استان کرمانشاه منصوب شد. ریحانی با توجه به اختیارات و موقعیت خود در مقام فرمانده سپاه نبی اکرم استان کرمانشاه و عضو شورای تأمین این استان، نقش تعیین‌کننده‌ای در ‌کمک به آسیب دیدگان زلزله سال ۹۶ سرپلذهاب داشته‌است. بهمن ریحانی در ۲۱ آذر ۱۴۰۱ به دلیل نقض فاحش حقوق بشر در ایران در فهرست تحریم‌های اتحادیه اروپا قرار گرفت.

## پیشینه
ریحانی پیش از تصدی فرماندهی سپاه پاسدارن کرمانشاه، از سال ۱۳۸۷ تا ۱۳۹۳ جانشین فرمانده سپاه نبی اکرم استان کرمانشاه بود. او پیش از آن نیز به عنوان فرمانده منطقه‌ای مقاومت بسیج استان کرمانشاه فعالیت می‌کرد.
بهمن ریحانی در اسفند ۱۳۹۹ از سوی علی خامنه‌ای، فرمانده کل قوای جمهوری اسلامی به درجهٔ سرتیپ تمامی ارتقا یافت.

## اعتراضات سراسری آبان ۹۸
در جریان اعتراضات آبان ۱۳۹۸ ایران، نیروهای امنیتی شهروندان را هدف تیراندازی مستقیم قرار دادند. به گزارش رویترز این اعتراضات ۱۵۰۰ کشته برجای گذاشت. سازمان عفو بین‌الملل با انتشار گزارشی هویت ۷۰۰ تن از جانباختگان اعتراضات آبان را احراز کرد.بر اساس این گزارش، در جریان سرکوب این اعتراضات در استان کرمانشاه دستکم ۹۲ تن جان باخته‌اند. ریحانی در همایش تجلیل از جهادگران بسیجی استان کرمانشاه با «اغتشاشگر» خواندن معترضان گفته بود «غائله با هوشیاری نیروهای بسیج ظرف ۴۸ ساعت جمع شد.» او همچنین در نشستی خبری که به مناسبت هفته بسیج در دفتر فرماندهی سپاه نبی اکرم استان کرمانشاه برگزار شد، معترضان آبان را «اغتشاشگر و آشوبگر» خواند و مدعی شد که بازداشت‌شدگان اعتراف کرده‌اند «از سوی دشمنان برای تخریب اموال عمومی و مردمی سازماندهی شده‌اند.» ریحانی از «بازداشت و شناسایی اکثر لیدرهای» اعتراضات آبان خبر داد.

## تحریم‌ها
همزمان با اعدام دو جوان بازداشت شده در خیزش سراسری ۱۴۰۱ ایران با حکم دادگاه‌های جمهوری اسلامی بهمن ریحانی به همراه ۱۹ شخص حقیقی دیگر و سازمان صداوسیمای جمهوری اسلامی، به‌دلیل نقض فاحش حقوق بشر در روز ۲۱ آذر ۱۴۰۱ در فهرست تحریم‌های اتحادیه اروپا قرار داد.